# Quảng Hòa (huyện)
Quảng Hòa là một huyện biên giới nằm ở phía đông tỉnh Cao Bằng, Việt Nam.

## Địa lý
Huyện Quảng Hòa nằm ở phía đông của tỉnh Cao Bằng, cách thành phố Cao Bằng khoảng 35 km về phía đông, cách trung tâm thủ đô Hà Nội khoảng 283 km, có vị trí địa lý:
- Phía đông giáp huyện Hạ Lang và thành phố Sùng Tả thuộc tỉnh Quảng Tây, Trung Quốc
- Phía tây giáp huyện Hòa An
- Phía nam giáp huyện Thạch An
- Phía bắc giáp huyện Trùng Khánh.

Huyện Quảng Hòa có diện tích 668,95 km², dân số năm 2019 là 66.620 người, mật độ dân số đạt 100 người/km².
Ngoài ra, huyện có một cửa khẩu quốc tế thông thương với Trung Quốc là cửa khẩu Tà Lùng ở thị trấn Tà Lùng.

## Hành chính
Huyện Quảng Hòa có 19 đơn vị hành chính cấp xã trực thuộc, bao gồm 3 thị trấn: Quảng Uyên (huyện lỵ), Hòa Thuận, Tà Lùng và 16 xã: Bế Văn Đàn, Cai Bộ, Cách Linh, Chí Thảo, Đại Sơn, Độc Lập, Hạnh Phúc, Hồng Quang, Mỹ Hưng, Ngọc Động, Phi Hải, Phúc Sen, Quảng Hưng, Quốc Toản, Tiên Thành, Tự Do.

## Lịch sử
Huyện được thành lập từ ngày 8 tháng 3 năm 1967 trên cơ sở hợp nhất huyện Quảng Uyên và huyện Phục Hòa.
Khi hợp nhất, huyện Quảng Hòa bao gồm 1 thị trấn Quảng Uyên (huyện lị) và 26 xã: Bình Lăng, Cách Linh, Cai Bộ, Chí Thảo, Đà Sơn, Đại Tiến, Đoài Khôn, Độc Lập, Hạnh Phúc, Hoàng Hải, Hồng Đại, Hồng Định, Hồng Quang, Lương Thiện, Mỹ Hưng, Ngọc Động, Phi Hải, Phúc Sen, Quảng Hưng, Quốc Dân, Quốc Phong, Quốc Toản, Quy Thuận, Tiên Thành, Triệu Ẩu, Tự Do.
Ngày 15 tháng 9 năm 1969, huyện tiếp nhận 8 xã: Thanh Nhật, Thái Đức, Việt Chu, Quang Long, An Lạc, Thị Hoa, Cô Ngân và Vinh Quý từ huyện Hạ Lang vừa giải thể.
Từ đó, huyện Quảng Hòa có 1 thị trấn Quảng Uyên (huyện lị) và 34 xã: An Lạc, Bình Lăng, Cách Linh, Cai Bộ, Chí Thảo, Cô Ngân, Đà Sơn, Đại Tiến, Đoài Khôn, Độc Lập, Hạnh Phúc, Hoàng Hải, Hồng Đại, Hồng Định, Hồng Quang, Lương Thiện, Mỹ Hưng, Ngọc Động, Phi Hải, Phúc Sen, Quảng Hưng, Quang Long, Quốc Dân, Quốc Phong, Quốc Toản, Quy Thuận, Thái Đức, Thanh Nhật, Thị Hoa, Tiên Thành, Triệu Ẩu, Tự Do, Việt Chu, Vinh Quý.
Năm 1975, hợp nhất 2 tỉnh Cao Bằng và Lạng Sơn thành tỉnh Cao Lạng, huyện Quảng Hòa thuộc tỉnh Cao Lạng và đến năm 1978, lại tách ra thành 2 tỉnh như cũ.
Ngày 10 tháng 6 năm 1981, Hội đồng Chính phủ ban hành Quyết định 245-CP về việc điều chỉnh địa giới một số xã thuộc huyện Quảng Hòa. Theo đó:
- Điều chỉnh địa giới hành chính hai xã Mỹ Hưng và Quy Thuận, đổi tên xã Quy Thuận thành xã Tà Lùng.
- Hợp nhất xã Đại Tiến và xã Đà Sơn thành xã Đại Sơn.
- Chuyển xã Quốc Toản về huyện Trà Lĩnh quản lý.

Ngày 1 tháng 9 năm 1981, chuyển 8 xã: Thanh Nhật, Thái Đức, Việt Chu, Quang Long, An Lạc, Thị Hoa, Cô Ngân, Vinh Quý về huyện Hạ Lang vừa tái lập.
Huyện Quảng Hòa còn lại thị trấn Quảng Uyên và 24 xã: Bình Lăng, Cách Linh, Cai Bộ, Chí Thảo, Đại Sơn, Đoài Khôn, Độc Lập, Hạnh Phúc, Hoàng Hải, Hồng Đại, Hồng Định, Hồng Quang, Lương Thiện, Ngọc Động, Phi Hải, Phúc Sen, Quảng Hưng, Quốc Dân, Quốc Phong, Mỹ Hưng, Tà Lùng, Tiên Thành, Triệu Ẩu, Tự Do.
Ngày 11 tháng 8 năm 1999, chia xã Tà Lùng thành thị trấn Tà Lùng và xã Hòa Thuận.
Đầu năm 2001, huyện Quảng Hòa bao gồm 2 thị trấn: Quảng Uyên (huyện lỵ), Tà Lùng và 24 xã: Bình Lăng, Cách Linh, Cai Bộ, Chí Thảo, Đại Sơn, Đoài Khôn, Độc Lập, Hạnh Phúc, Hòa Thuận, Hoàng Hải, Hồng Đại, Hồng Định, Hồng Quang, Lương Thiện, Ngọc Động, Phi Hải, Phúc Sen, Quảng Hưng, Quốc Dân, Quốc Phong, Mỹ Hưng, Tiên Thành, Triệu Ẩu, Tự Do.
Ngày 13 tháng 12 năm 2001, huyện Quảng Hòa lại được tách trở lại thành 2 huyện Quảng Uyên và Phục Hòa:
- Huyện Phục Hòa bao gồm thị trấn Tà Lùng và 8 xã: Cách Linh, Đại Sơn, Hòa Thuận, Hồng Đại, Lương Thiện, Mỹ Hưng, Tiên Thành, Triệu Ẩu.
- Huyện Quảng Uyên bao gồm thị trấn Quảng Uyên và 16 xã: Bình Lăng, Cai Bộ, Chí Thảo, Đoài Khôn, Độc Lập, Hạnh Phúc, Hoàng Hải, Hồng Định, Hồng Quang, Ngọc Động, Phi Hải, Phúc Sen, Quảng Hưng, Quốc Dân, Quốc Phong, Tự Do.

Đến cuối năm 2019:
- Huyện Phục Hòa bao gồm 2 thị trấn: Hòa Thuận (huyện lỵ), Tà Lùng và 5 xã: Bế Văn Đàn, Cách Linh, Đại Sơn, Mỹ Hưng, Tiên Thành.
- Huyện Quảng Uyên bao gồm thị trấn Quảng Uyên (huyện lỵ) và 10 xã: Cai Bộ, Chí Thảo, Độc Lập, Hạnh Phúc, Hồng Quang, Ngọc Động, Phi Hải, Phúc Sen, Quảng Hưng, Tự Do.

Ngày 11 tháng 2 năm 2020, Ủy ban Thường vụ Quốc hội ban hành Nghị quyết số 897/NQ-UBTVQH14 về việc sắp xếp các đơn vị hành chính cấp huyện và đổi tên đơn vị hành chính cấp xã thuộc tỉnh Cao Bằng (nghị quyết có hiệu lực từ ngày 1 tháng 3 năm 2020). Theo đó, tái lập huyện Quảng Hòa trên cơ sở sáp nhập toàn bộ 251,67 km² diện tích tự nhiên và 23.625 người của huyện Phục Hòa; toàn bộ 385,73 km² diện tích tự nhiên và 40.898 người của huyện Quảng Uyên và toàn bộ 31,55 km² diện tích tự nhiên, 2.097 người của xã Quốc Toản, huyện Trà Lĩnh vừa giải thể.
Huyện Quảng Hòa có 3 thị trấn và 16 xã như hiện nay.

## Giao thông
- Đường bộ có quốc lộ 3, quốc lộ 4 và có dự án đường cao tốc Đồng Đăng – Trà Lĩnh đi qua hiện đang được triển khai xây dựng.